# تمثال السيد المسيح (صيدنايا)

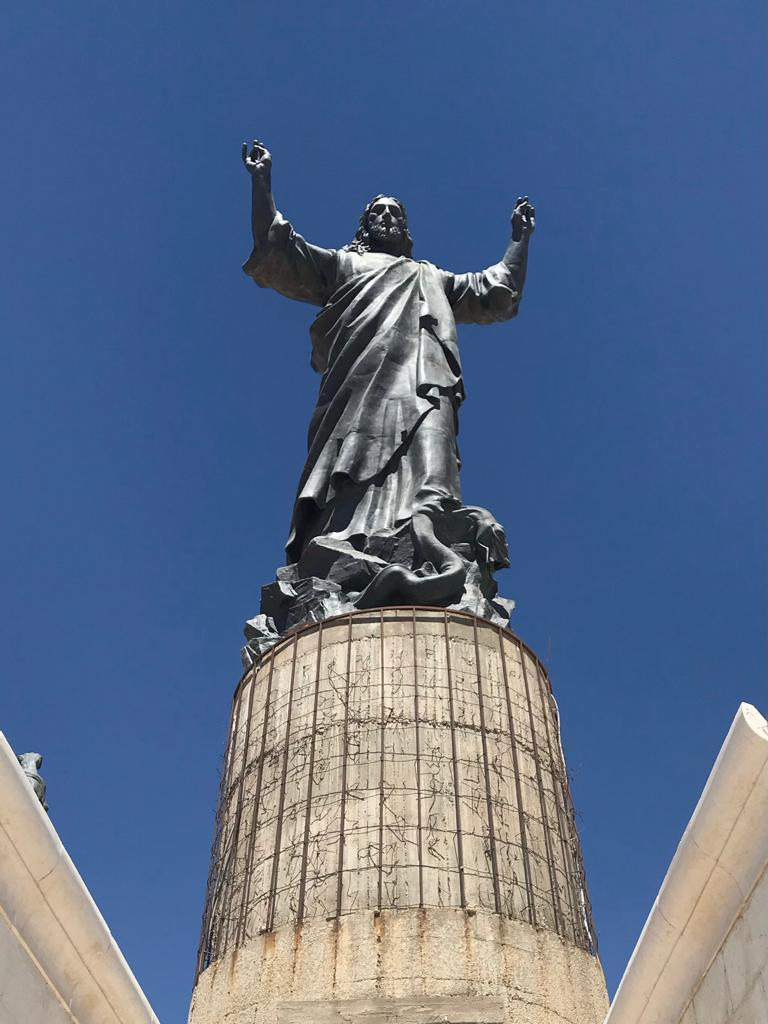

تمثال السيد المسيح في بلدة صيدنايا السورية يعتبر ثاني أكبر تمثال ليسوع على مستوى العالم في ساحة دير الشيروبيم. تم نصب التمثال في 14 تشرين الأول 2013.

## الإنشاء
تحت عنوان «جئت لأخلص العالم» ارتفع على قمة جبل الشيروبيم أو جبل الملائكة في صيدنايا نصب برونزي للسيد المسيح بالإمكان مشاهدته حتى من لبنان والأردن وفلسطين نظرا لضخامته ولكونه وضع على ارتفاع يتخطى الالفي متر، وهو عبارة عن عمل فني كبير من ثلاثة اجزاء يضم نصبا برونزيا للسيد المسيح مع نصبين آخرين لآدم وحواء.
يذكر ان صندوق «القديس بولس والقديس مارجرجس» هو الذي تكفل بهذا المشروع حيث اكد سمير شكيب الغضبان مدير الصندوق أن هذه الصرح هو «خطوة تصب في مساعي السلام في منطقة تعاني منذ ما يزيد عن الثلاثين شهرا حالة حرب بشعة يعيش رحاها الشعب السوري».
أن أجزاء من التمثال تم تجميعه ونحته في أرمينيا ويعد ثاني أكبر تمثال في العالم[بحاجة لمصدر] للسيد المسيح وأكبر تمثال في المنطقة.
يبلغ ارتفاع التمثال 32.10 متراً، ويشار إلى ان أكبر تمثال للمسيح موجود في ريو دو جانيرو ويبلغ ارتفاعه 38 متراً فوق قمة جبل ترتفع عن سطح البحر 700 متر في متنزه غابة تيجوكا المطل على المدينة البرازيلية.